# TS Polonia Bytom
El TS Polonia Bytom (Towarzystwo Sportowe Polonia Bytom) és un club de futbol polonès de la ciutat de Bytom (Silèsia).

## Història
El club es va fundar el 4 de gener de 1920 durant els mesos de la insurrecció de Silèsia. A finals del 1922, com a resultat del Plebiscit de l'Alta Silèsia, Bytom esdevingué part d'Alemanya i el club deixà d'existir.
El maig de 1945, nombrosos jugadors i directius d'un dels clubs polonesos més destacats, el Pogoń Lwów, arribaren a Bytom i decidiren reviure el Polonia. El 17 de maig de 1945 el club jugà el seu primer partit en més de dues dècades, derrotant el Warta Poznań per 3-2. El juny de 2007, el Polonia Bytom, després de molts anys, va tornar a l'Ekstraklasa. No obstant això, l'any 2011, el club va baixar a la I liga després d'acabar al darrer lloc de la taula amb només sis victòries durant tota la temporada.
El Polonia és considerat el successor del Pogon Lwow, de fet, el seu logotip és molt similar al d'aquest club de Lwów, així com els seus colors el vermell i el blau.

## Palmarès
- Lliga polonesa de futbol:[2]
  - 1954, 1962
- Copa polonesa de futbol:[3]

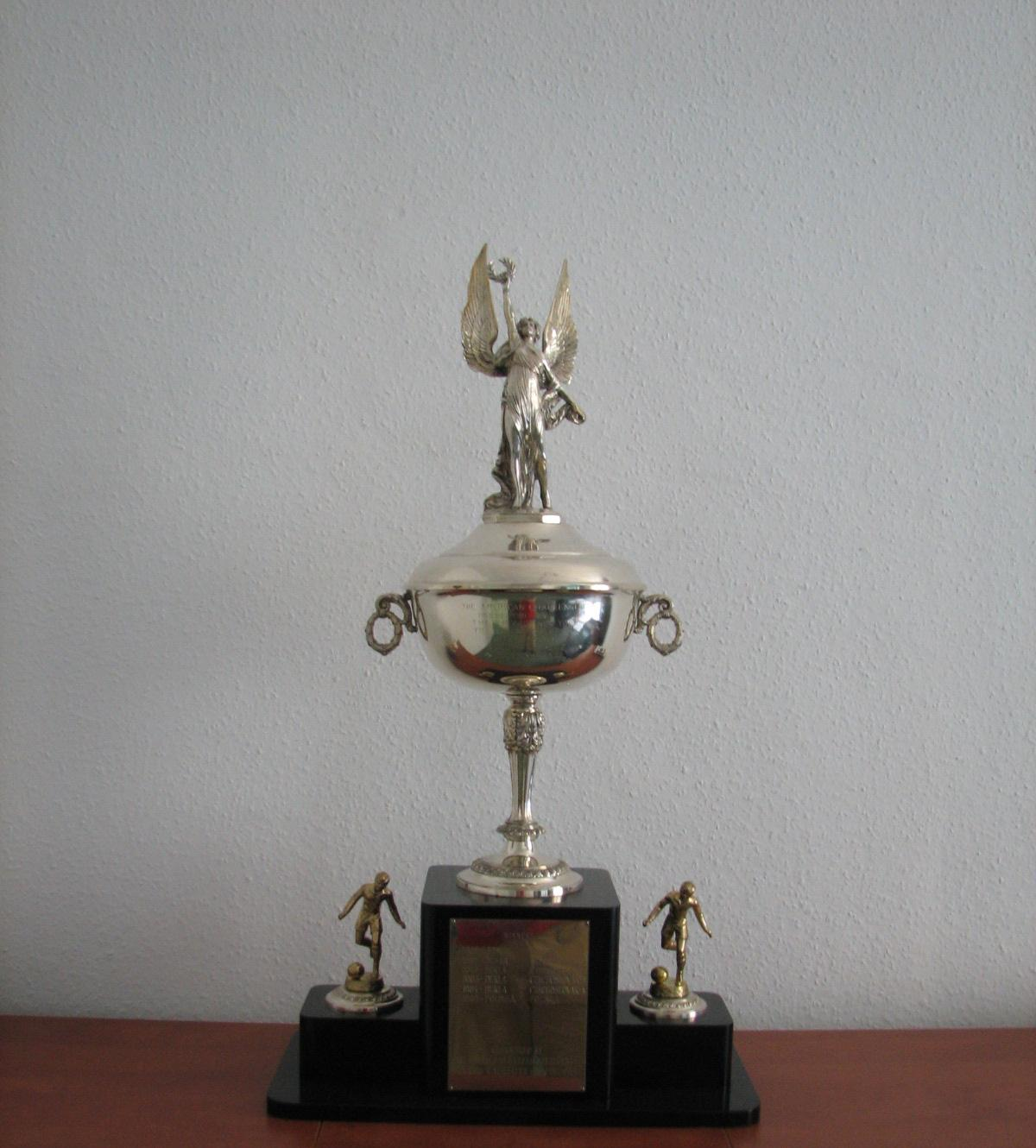
Trofeu de la International Soccer League de 1965.

  - Finalista el 1963–64, 1972–73, 1976–77
- Copa Intertoto de la UEFA:
  - 1964-65, 1967, 1970
- International Soccer League:
  - 1965

## Jugadors destacats
- Zygmunt Anczok
- Jan Banaś
- Jan Liberda
- Edward Szymkowiak